# Kokalyane
Kokalyane (en búlgaro: Кокаляне) es un pueblo en el municipio de Sofía, en el distrito de Pancharevo. Desde 2015 tiene una población de 2006 habitantes. El pueblo está situado a los pies de la montaña Vitosha, a 18 km del centro de Sofía. Las ruinas de la fortaleza de Urvich, esta conectada con la caída del Imperio búlgaro ante los otomanos a finales del siglo XIV y las leyendas sobre el último emperador Iván Shishman, se encuentran en las proximidades del pueblo.